# (6800) Saragamine
(6800) Saragamine est un astéroïde de la ceinture principale.

## Description
(6800) Saragamine est un astéroïde de la ceinture principale. Il fut découvert le 29 octobre 1994 à Kuma Kogen par Akimasa Nakamura. Il présente une orbite caractérisée par un demi-grand axe de 2,66 UA, une excentricité de 0,16 et une inclinaison de 8,5° par rapport à l'écliptique.

## Compléments